# Axel Ekkernkamp

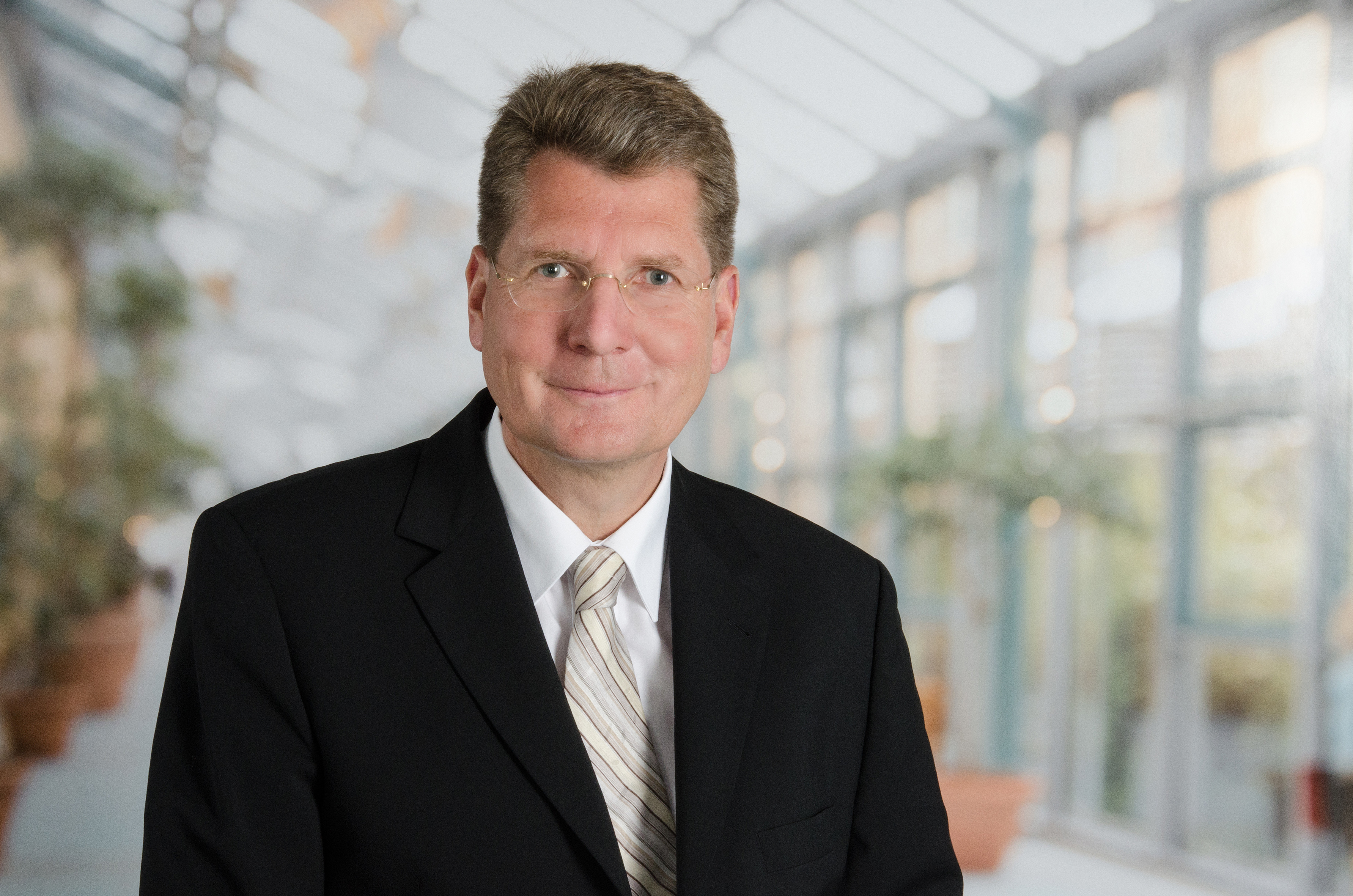
Axel Ekkernkamp (2015)

Axel Ekkernkamp (* 17. August 1957 in Bielefeld) ist ein deutscher Chirurg, Hochschullehrer und Politiker. Er war von 1997 bis 2025 Ärztlicher Direktor des Unfallkrankenhauses Berlin und bis Juli 2024 Lehrstuhlinhaber an der Universität Greifswald.

## Leben
Am Ratsgymnasium Bielefeld bestand Ekkernkamp 1976 die Reifeprüfung. Vom 1. Juli 1976 bis zum April 1977 leistete er  Grundwehrdienst bei der Logistiktruppe, erst in Clausthal-Zellerfeld, dann beim Instandsetzungskommando 1 (I. Korps) in Bielefeld und in Delmenhorst. Als er an der Westfälischen Wilhelms-Universität zum Sommersemester 1977 einen Studienplatz für Medizin und Zahnmedizin erhielt, wurde er als Gefreiter vorzeitig entlassen. Während er 1977–1979 Vorklinik studierte, engagierte er sich in der Hochschulpolitik (Fachschaft, Fakultätsrat, Kommissionen). Er wurde im Corps Rheno-Guestphalia aktiv und war als Inaktiver 1979/80 stellvertretender Vorortsprecher des Kösener Senioren-Convents-Verbandes. Nach dem medizinischen  Physikum und einigen Semestern an der Universität Bern bestand er 1983 in Münster den dritten Abschnitt der ärztlichen Prüfung. Im November desselben Jahres wurde er approbiert und magna cum laude zum Dr. med. promoviert. Danach hospitierte er an der orthopädischen Klinik der Universität Wien. Am 1. Januar 1984 als Stabsarzt an die Sanitätsakademie der Bundeswehr einberufen, kam er nach wenigen Tagen an das Bundeswehrkrankenhaus Osnabrück. Er wurde am 30. Juni 1984 aus dem Grundwehrdienst entlassen, blieb aber als Reservist dem Territorialheer erhalten und wurde zum Chef eines Reservelazaretts ausgebildet.

### Werdegang
Zur Ausbildung in Chirurgie ging er an das  Berufsgenossenschaftliche Universitätsklinikum Bergmannsheil. Den allgemeinchirurgischen Teil durchlief er vom 1. Juli 1988 bis zum 30. Juni 1989 am St. Josef-Hospital Bochum, das wie das Bergmannsheil Teil vom Bochumer Modell der Ruhr-Universität ist. 1989 erhielt er die Anerkennung als Facharzt für Chirurgie. Hinzu kamen die Bezeichnungen Facharzt für Orthopädie und Unfallchirurgie und Facharzt für Allgemeine Chirurgie sowie die Zusatzbezeichnungen Handchirurgie, Sportmedizin, Physikalische Therapie und Balneologie, Notfallmedizin, Intensivmedizin und Spezielle Unfallchirurgie. Seit Januar 1992 am Inselspital, kehrte er als Oberarzt an das Bergmannsheil zurück. Er habilitierte sich im selben Jahr an der Ruhr-Universität Bochum und erhielt eine Lehrberechtigung für das Fach Chirurgie.
Zum Oberstabsarzt befördert, beteiligte er sich 1993 an der United Nations Transitional Authority in Cambodia, der ersten Auslandsmission der Bundeswehr. Im Jahr darauf wurde er in Halle (Saale) kommissarischer Ärztlicher Direktor der Berufsgenossenschaftlichen Kliniken Bergmannstrost. Nach einer Hospitation am Harborview Medical Center in Seattle wurde er im Jahr 1997 von der Ruhr-Universität zum apl. Professor ernannt. Der Hauptverband der gewerblichen Berufsgenossenschaften
bestellte ihn im selben Jahr als Klinikdirektor des Unfallkrankenhauses Berlin und als Ärztlichen Direktor der Krankenhausneugründung in Berlin-Marzahn, die zum 1. September 1997 in Betrieb genommen werden konnte. Bis zu seinem Ruhestand am 30. Juni 2025 war er Ärztlicher Direktor und Geschäftsführer der heutigen BG-Klinikum Unfallkrankenhaus Berlin gGmbH, zudem fungierte er seit 1. April 2019 bis zu seinem Ruhestand als Geschäftsführer Medizin der BG Kliniken. 1999 erhielt er eine C4-Stiftungsprofessur an der Ernst-Moritz-Arndt-Universität Greifswald. Zugleich übernahm er die Leitung der Abteilung für Physikalische und Rehabilitative Medizin und Sporttherapie. Von 2005 bis 2007 war er Gleichstellungsbeauftragter der Medizinischen Fakultät Greifswald. 2009 übernahm er eine Professur an der Medizinischen Universität in Thái Bình (Provinz). 2011 war er Venue Medical Officer der Fußball-Weltmeisterschaft der Frauen 2011 in Berlin. Seit 2002 ist er Oberstarzt der Reserve. Die Bundesministerin der Verteidigung (Lambrecht) berief ihn am 27. April 2022 in den Wehrmedizinischen Beirat.

### Gesundheits- und Berufspolitik
Von 1989 bis 1997 war er Vorstandsmitglied der Ärztekammer Westfalen-Lippe. Er saß im Bundesfachausschuss Gesundheitspolitik der CDU-Bundespartei. Er war stellvertretender Vorsitzender des Deutschen Senats für Ärztliche Fortbildung der Bundesärztekammer (1997–2003), Vorsitzender des Krankenhausausschusses der Ärztekammer Berlin (1999–2003) sowie alternierender Vorsitzender des Ausschusses Krankenhaus nach § 137 und stellvertretender Vorsitzender des Koordinierungsausschusses nach § 137e Fünftes Buch Sozialgesetzbuch (2001–2003). Als Vorsitzende der Christlich Demokratischen Union Deutschlands berief ihn Angela Merkel Ende 2002 in die Herzog-Kommission. 2005 in den Landesvorstand der CDU Berlin gewählt, war er über mehrere Jahre stellvertretender Landesvorsitzender, mit Pausen auch Beisitzer im Landesvorstand. Er wurde in die 13. und 14. Bundesversammlung entsandt.
Ekkernkamp war Mitherausgeber von kma – Das Gesundheitswirtschaftsmagazin. 2005 begleitete er Bundeskanzler Gerhard Schröder als Kopf der Gesundheitswirtschaftsdelegation nach Saudi-Arabien und in den Jemen.

### Fachgesellschaften
- Korrespondierendes Mitglied Orthopaedic Trauma Association (1998)
- Präsident der Deutschen Gesellschaft für Unfallchirurgie (2008)
- Stellvertretender Präsident der (fusionierten) Deutschen Gesellschaft für Orthopädie und Unfallchirurgie (2008)
- Korrespondierendes Mitglied der Deutschen Gesellschaft für Wehrmedizin und Wehrpharmazie (2009)
- Gründungsmitglied der World Orthopaedics Alliance (2012)
- Korrespondierendes Mitglied der Österreichischen Gesellschaft für Unfallchirurgie (2016)

### Vereinigungen, Beiräte und Stiftungen
- Präsidium Club der Gesundheitswirtschaft (2008)[6]
- Vorstand Initiative Qualitätsmedizin (2008)[7]
- Vorstand des Kuratoriums vom Senatsinstitut für gemeinwohlorientierte Politik[8]
- Stellvertretender Vorsitzender des Kuratoriums Ottobock Global Foundation[9]
- Mediclin (2006–2012)[10]

### Aufsichtsräte
- SRH Holding, Vorsitzender[11]
- Helios Kliniken (2010–2015)

## Werke
- mit Jörg Debatin, Barbara Schulte, Andreas Tecklenburg (Hg.): Krankenhausmanagement. Strategien, Konzepte, Methoden. 3. aktualisierte und erweiterte Auflage. Medizinisch Wissenschaftliche Verlagsgesellschaft, Berlin 2017, ISBN 978-3-95466-301-9 (1. Auflage: 2010).
- mit Christian Müller-Mai: Frakturen: Klassifikation und Behandlungsoptionen. Springer, Berlin Heidelberg 2010 Google Books
- Geleitwort zur 6. Auflage des OP-Handbuchs
- Positive Aspekte des Corona-Virus – zum Anfang und dem (hoffentlich baldigen) Ende der Pandemie. Editorial, Chirurgische Allgemeine 22. Jahrgang, 3. Heft (2021), S. 109–110.

## Ehrungen
- Stipendiat der Konrad-Adenauer-Stiftung (1979)
- Erasmus-Programm in England (Oswestry, Sheffield, Nottingham) (1988)
- Herbert-Lauterbach-Preis der Vereinigung Berufsgenossenschaftlicher Kliniken (1993)
- Ernst-von-Bergmann-Plakette der Bundesärztekammer (1998)
- Bundesverdienstkreuz am Bande (2001)
- Ehrendoktor der Kim-Il-sung-Universität (2007)
- Bundesverdienstkreuz 1. Klasse (2007)
- Verdienstorden des Landes Berlin (2011)
- Goldene Ehrennadel der Deutschen Gesellschaft für Handchirurgie (2012)
- Ehrensenator der Deutschen Hochschule für Gesundheit und Sport (14. Juni 2022)

### Ehrenmitgliedschaften
- American Fracture Association (1988)
- Lateinamerikanische Gesellschaft für Orthopädie und Traumatologie (2008)
- Nationales Zentrum für Plasmamedizin (2. November 2016)
- Deutsche Gesellschaft für Plastische und Wiederherstellungschirurgie e. V. (8. November 2019)

### Zugeeignete Publikationen
- Rüdiger Döhler, Thaddäus Zajaczkowski, Jörg Wiesner: Großer Mann der zweiten Reihe – der Danziger Chirurg Arthur Barth. Chirurgische Allgemeine 18. Jg., 9. Heft (2017), S. 436–439, zum 60. Geburtstag.